# Mu Centauri
Désignations
Mu Centauri (μ Cen / μ Centauri) est une étoile triple de 3e magnitude de la constellation du Centaure. D'après la mesure de sa parallaxe annuelle par le satellite Hipparcos, elle est située à environ ∼ 510 a.l. (∼ 156 pc) de la Terre.
L'étoile primaire, désignée μ Centauri Aa, est une étoile bleu-blanc de la séquence principale de type spectral B2Vnpe. C'est une étoile Be qui est classée comme une variable de type Gamma Cassiopeiae et sa luminosité varie entre les magnitudes +2,92 et +3,49. Elle possède un compagnon proche découvert en 2010, μ Centauri Ab, situé à seulement 0,1 seconde d'arc et localisé à un angle de position de 80°,. La troisième étoile du système, μ Centauri C, a été découverte en 2000. En date de 2016, elle était localisée à une distance angulaire de 4,6 secondes d'arc et à un angle de position de 304° de μ Centauri A.
La composante désignée μ Centauri B est quant à elle une étoile de treizième magnitude distante de 45,5 secondes d'arc en date de 2016 ; c'est une double optique qui est située bien plus loin que le système de μ Centauri.
Le système est membre du groupe Haut-Centaure Loup de l'association Scorpion-Centaure, qui est l'association d'étoiles massives de types O et B la plus proche du Système solaire.